# Høje-Tåstrups kyrka
Høje-Tåstrups kyrka (danska: Høje Tåstrup Kirke) är en kyrka som ligger i förorten Høje-Tåstrup väster om Köpenhamn.

## Kyrkobyggnaden
Kyrkans äldsta delar är uppförda under perioden 1050-1150. Vapenhus, sakristia och torn har tillkommit under perioden 1250-1400.
Kyrkan består av långhus med rakt kor i öster och torn i väster. Vid långhusets södra och norra sidor finns vidbyggda vapenhus. Norr om koret finns en vidbyggd sakristia.
Yttertaken har trappgavlar. Långhusets tak är belagt med rött tegel medan torntaket är belagt med bly.

## Inventarier
- Dopfunten av granit är av Roskildetyp.
- Ett förgyllt nattvardskärl är från 1605.
- Altartavlan är delvis gjord av tallträ och försedd med årtalet 1614.
- Orgeln med 22 stämmor är tillverkad 1978 av P G Andersen.
- En kyrkklocka är gjuten 1605 av Borchart Quellichmeier. En andra kyrkklocka är gjuten 1837 av I. C. och H. C. Gamst.

## Bildgalleri

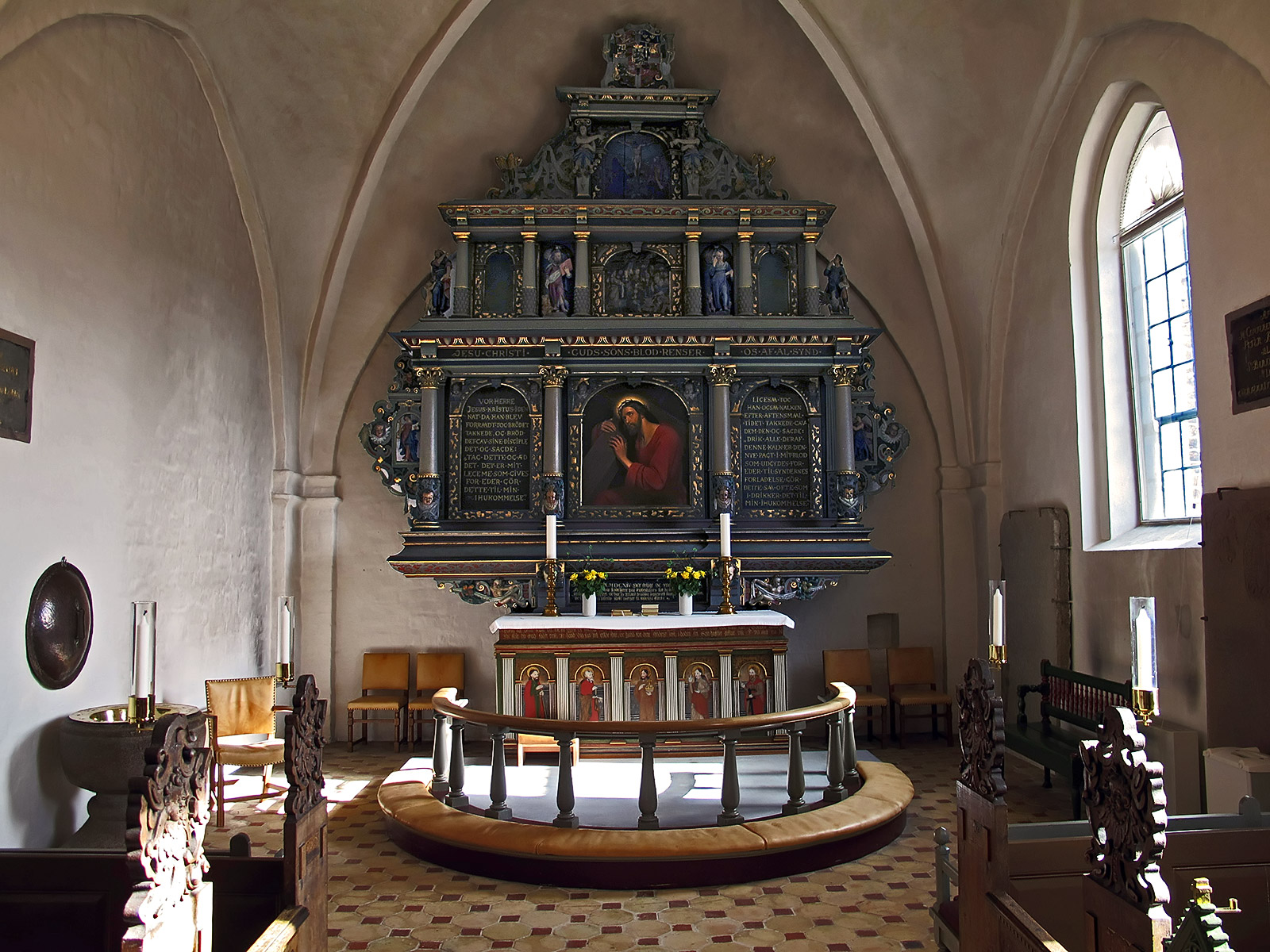
Kor med altare
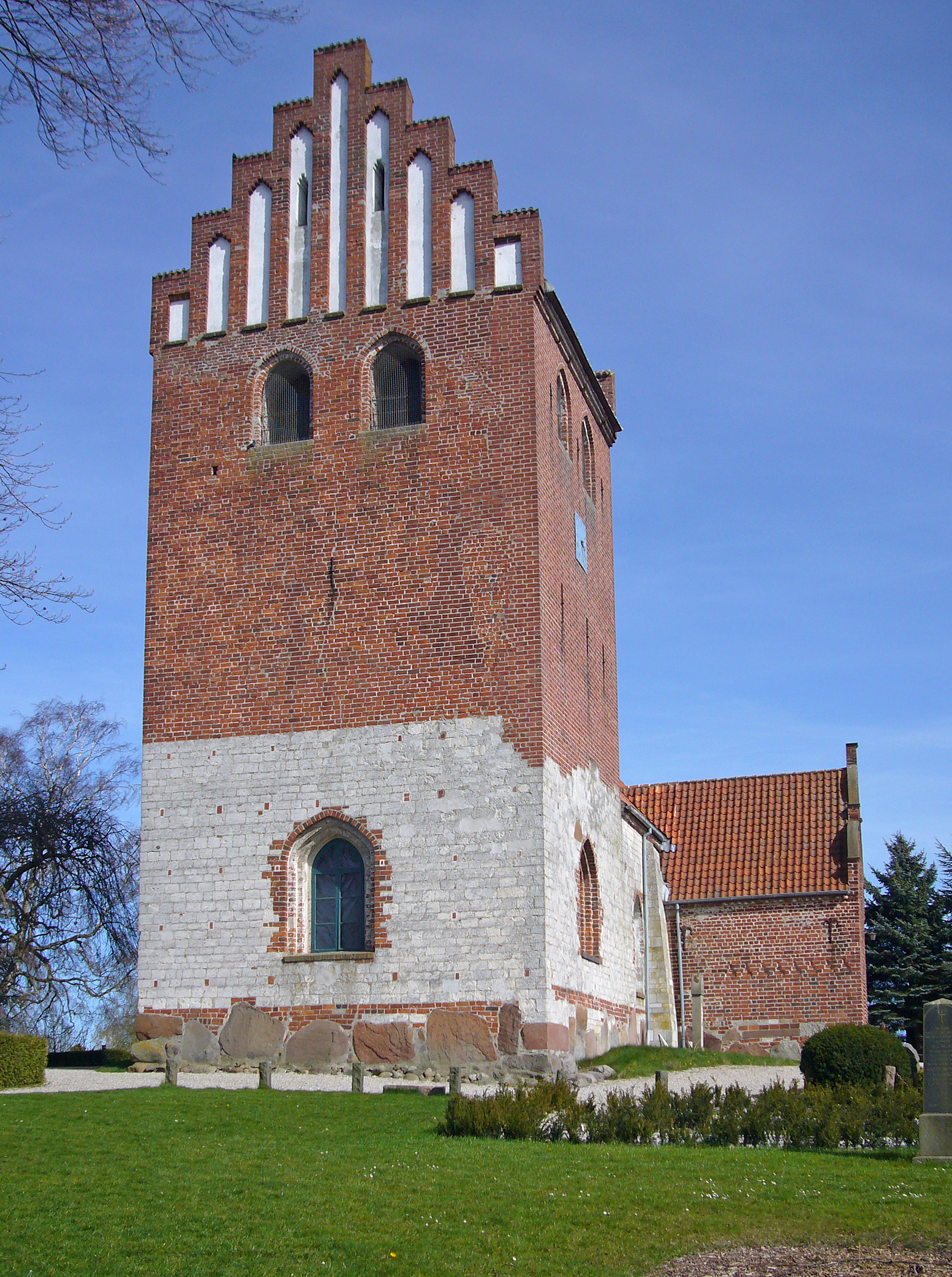
Tornet och södra vapenhuset
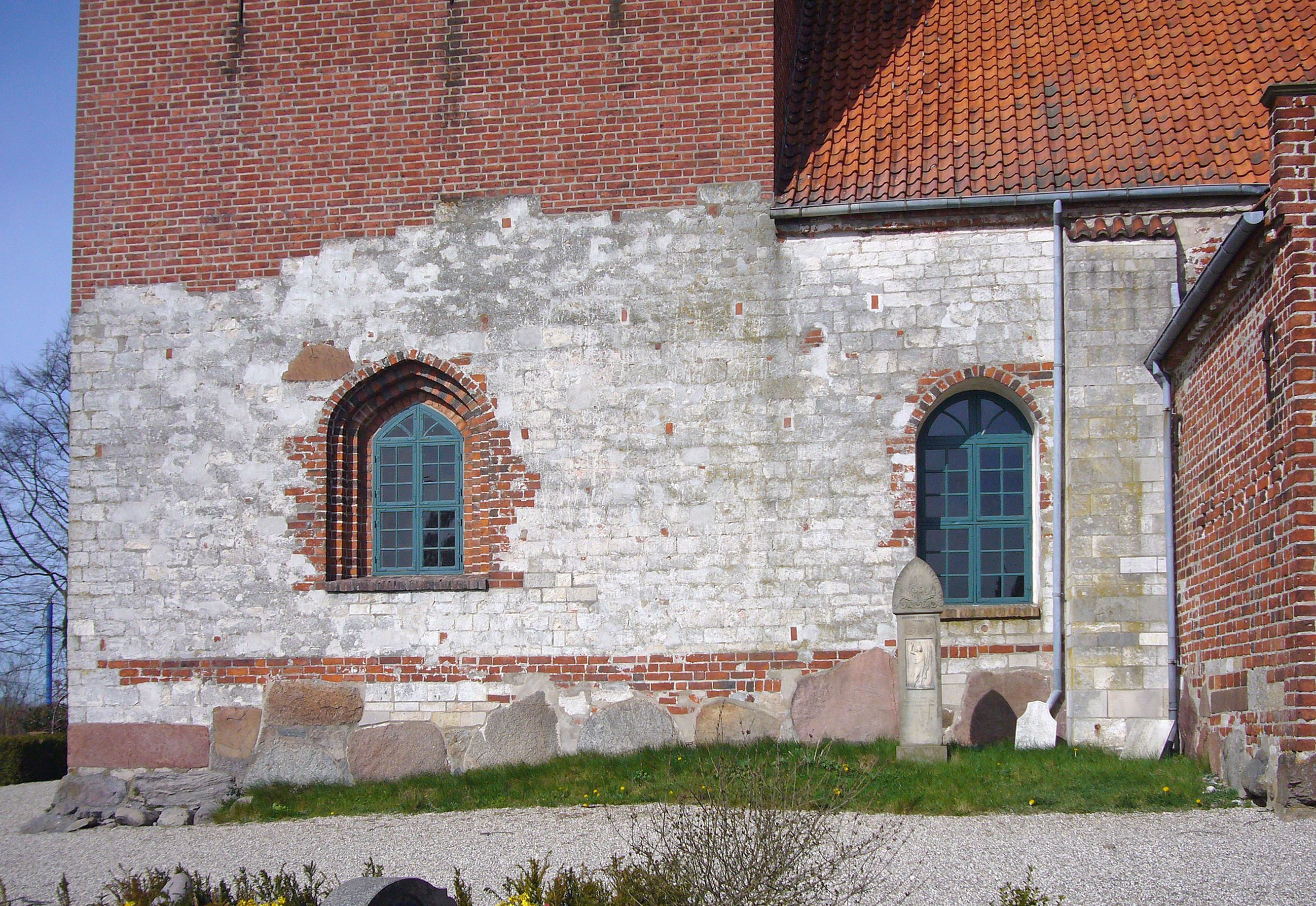
Tornets bottenvåning